# Wynaad-álszajkó
A Wynaad-álszajkó (Pterorhinus delesserti) a madarak osztályának verébalakúak (Passeriformes) rendjébe és a Leiothrichidae családjába tartozó faj.

## Rendszerezése
A fajt Thomas C. Jerdon brit zoológus írta le 1839-ben, a Crateropus nembe Crateropus delesserti néven. Egyes szervezetek a Garrulax nembe sorolják Garrulax delesserti néven.

## Előfordulása
Dél-Ázsiában, India délnyugati részén honos. Természetes élőhelyei a szubtrópusi vagy trópusi síkvidéki esőerdők, valamint száraz cserjések. Állandó, nem vonuló faj.

## Megjelenése
Testhossza 26 centiméter.

## Életmódja
Főleg a talajon táplálkozik, a leveleket átforgatva rovarokat, lehullott magvakat és bogyókat keres.

## Természetvédelmi helyzete
Az elterjedési területe kicsi, egyedszáma ugyan csökken, de még nem éri el a kritikus szintet. A Természetvédelmi Világszövetség Vörös listáján nem fenyegetett fajként szerepel.